# Campionati oceaniani di canoa slalom 2016
I Campionati oceaniani di canoa slalom 2016 sono stati la 1ª edizione della competizione continentale. Si sono svolti a Penrith, in Australia, dal 19 al 20 febbraio 2016.

## Podi

### Uomini
| Evento    | Oro                              | Punti  | Argento                          | Punti  | Bronzo                         | Punti  |
| Canoa C-1 | Matej Beňuš                      | 99.36  | Nicolas Peschier                 | 100.41 | Adam Burgess                   | 100.65 |
| Canoa C-2 | Germania Franz Anton Jan Benzien | 106.55 | Germania Kai Müller Kevin Müller | 109.34 | Francia Pierre Picco Hugo Biso | 110.31 |
| Kayak K-1 | Vavřinec Hradilek                | 92.08  | Sebastian Schubert               | 92.17  | Vít Přindiš                    | 94.48  |

### Donne
| Evento    | Oro           | Punti  | Argento          | Punti  | Bronzo           | Punti  |
| Canoa C-1 | Jessica Fox   | 119.02 | Rosalyn Lawrence | 120.26 | Noemie Fox       | 121.54 |
| Kayak K-1 | Jana Dukátová | 105.09 | Jessica Fox      | 105.18 | Rosalyn Lawrence | 106.54 |